# Velleius
A Velleius a rovarok (Insecta) osztályának bogarak (Coleoptera) rendjébe, ezen belül a mindenevő bogarak (Polyphaga) alrendjébe és a holyvafélék (Staphylinidae) családjába tartozó nem.

## Rendszertani eltérés
Egyes források szerint ez a taxon nem is önálló rovarnem, hanem a Quedius Stephens, 1829 nevű holyvanemnek az alneme.

## Rendszerezés
A nembe az alábbi 10 faj tartozik (meglehet, hogy a lista hiányos):
- Velleius amamiensis
- Velleius circumipectus
- lódarázsholyva (Velleius dilatatus) (Fabricius, 1787)
- Velleius elongatus
- Velleius japonicus
- Velleius pectinatus
- Velleius rectilatus
- Velleius sagittalis
- Velleius setosus
- Velleius simillimus